# Médaille Telford

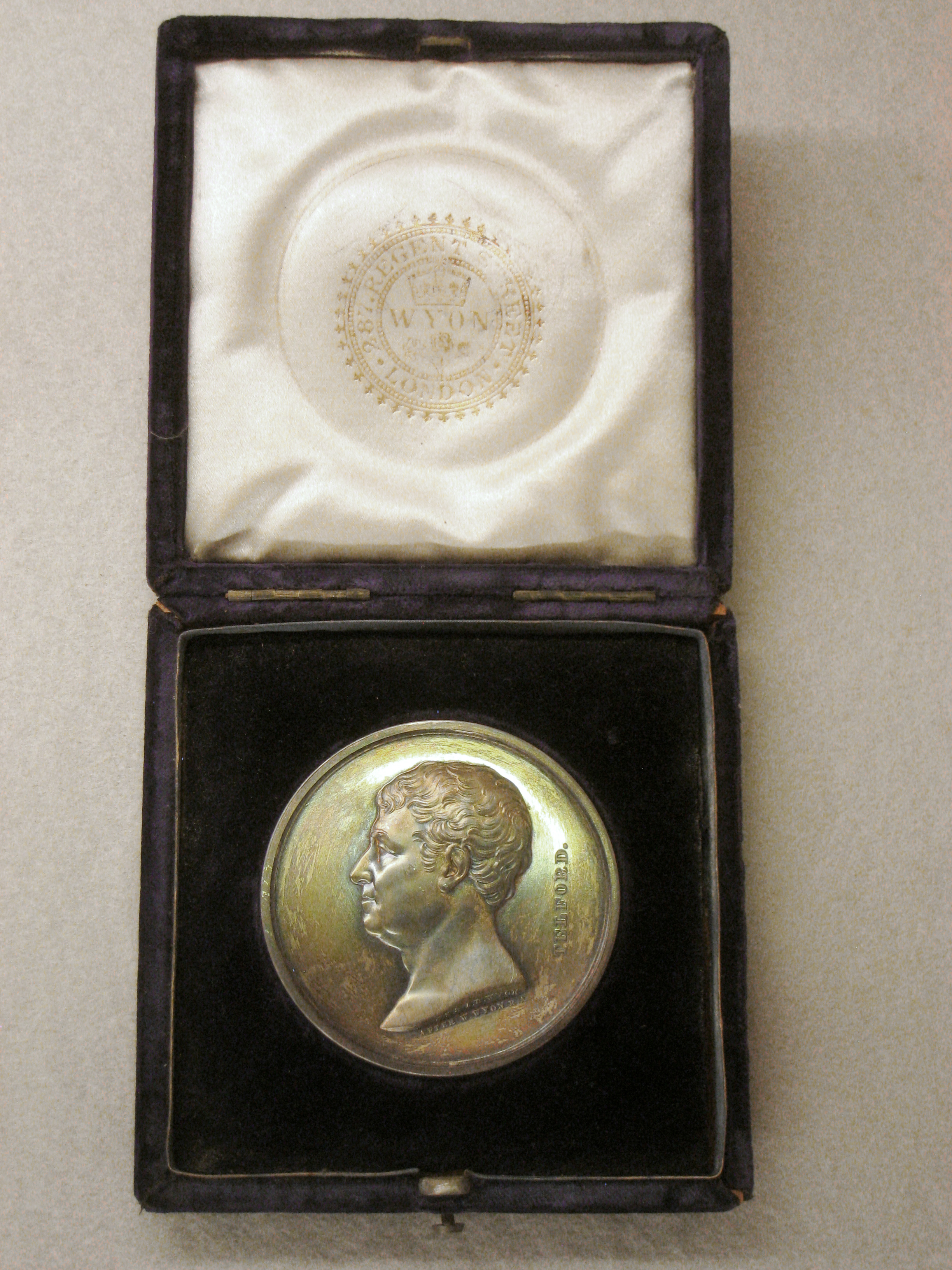
Médaille Telford, exemplaire exposé au Musée du canal du lac Biwa de Kyoto

La médaille Telford est un prix décerné par l'Institution of Civil Engineers (l'Institution britannique des ingénieurs civils ou ICE) pour un travail ou une série de travaux. Ce prix a été créé en 1835 à la suite d'un legs fait par Thomas Telford, premier président de l'ICE. Trois médailles peuvent être attribuées: en or, en argent ou en bronze. La médaille d'or de Telford étant le prix le plus élevé que l'institution peut accorder.

## Historique
En 1834, l'ingénieur civil écossais et premier président de  l'Institution of Civil Engineers (1820-1834), Thomas Telford décéda, léguant, selon ses volontés, sa bibliothèque de travaux techniques à l'ICE, ainsi qu'un legs de £ 2000 dont l'intérêt devait être utilisé pour des primes annuelles. Le conseil de l'Institution décida que ces primes seraient accordées à titre de récompenses liées à des prix honorifiques nommés «médailles Telford», qui seraient attribués en or, en argent et en bronze. Ce prix récompense les auteurs de dessins, de modèles, de diagrammes ou d'essais relatifs au génie civil ou tout autre nouvel équipement d'invention relatif à l'ingénierie ou à l'arpentage en général. Le prix étant accordé aussi bien aux Britanniques qu'aux étrangers. Les sommes allouées disponibles pouvaient être utilisées initialement pour récompenser plusieurs candidats annuellement. 
Le prix inaugural pour la médaille d'or fut remis en juin 1837 à John Timperley (en)  pour son récit sur l'histoire de la construction des quais de la ville du Port de Hull (en). Le design de la médaille est dû à William Wyon, graveur officiel de la Monnaie royale britannique, en collaboration avec Joseph Shepherd Wyon (en) et de son frère, Alfred Benjamin Wyon: sur l'avers de la médaille se trouve une représentation de Telford tandis qu'au revers est représenté l'une de ses réalisations, le pont suspendu de Menai. John Benjamin Macneill (en) , James M. Rendel (en), Michael A. Borthwick, Peter Barlow et Benedetto Albano reçurent la médaille d'argent cette même année.

## Sources
- A. W. Skempton, ed. (1977), Early printed reports and maps (1665-1850) in the Library of the Institution of Civil Engineers, Institution of Civil Engineers, p. v, ".. The paper on Hull docks in volume 1 of Transactions by John Timperley, for which he received the first Telford Gold Medal, remains one of the finest job descriptions ever written, .."
- "3 June", The Gentleman's magazine, 162, 1837
- "Session 1838 - Annual Report", Minutes of proceedings of the Institution of Civil Engineers, 1, Institution of Civil Engineers (Great Britain), 1848, p. 8
- John Timperley, (1842) [1836], "An Account of the Harbour and Docks at Kingston-upon-Hull", Transactions of the Institution of Civil Engineers, 1 (2 ed.), Institute of Civil Engineers, pp. 1–52, ISSN 1753-7851